# Information Age
Albums de dead prez
Turn Off the Radio Vol. 4: Revolutionary but Gangsta Grillz
(2010)
Singles
1. Politrikkks
Sortie : 2009

Information Age est le troisième album studio de dead prez, sorti le 16 octobre 2012.

## Liste des titres
| No  | Titre                                                          | Durée |
| --- | -------------------------------------------------------------- | ----- |
| 1.  | Upload (Begin With)                                            | 0:45  |
| 2.  | A New Beginning (featuring Anthony David)                      | 3:10  |
| 3.  | What If the Lights Go Out?                                     | 2:42  |
| 4.  | GHN: Global Hood News                                          | 1:20  |
| 5.  | Dirty White Girl                                               | 3:59  |
| 6.  | Intelligence Is Sexy (featuring Gaby Duran)                    | 3:46  |
| 7.  | No Way as the Way                                              | 3:55  |
| 8.  | Learning Growing Changing                                      | 4:21  |
| 9.  | Time Travel (featuring TR!X)                                   | 4:41  |
| 10. | Take Me to the Future (featuring Martin Luther)                | 4:43  |
| 11. | GHN: Elections & Crisis                                        | 1:07  |
| 12. | The Awakening (featuring Umar Bin Hassan)                      | 4:51  |
| 13. | Overstand (featuring Gaby Duran)                               | 6:02  |
| 14. | GHN: Wigs & Sports                                             | 0:57  |
| 15. | Scar Strangled Banner                                          | 3:44  |
| 16. | Tine Travel (Remix) (featuring Bun B, TR!X et Reek da Villian) | 5:57  |
| 17. | Politrikkks                                                    | 3:29  |
| 18. | Download (Expand Beyond)                                       | 1:15  |